# 이계석 (1874년)
이계석(李啓奭, 1874년 음력 2월 23일 ~ ?)은 대한제국과 일제강점기의 관료이다.

## 생애
한학을 공부하여 1892년에 무과에 합격하였다. 무관 벼슬을 시작하여 1900년 판임관 8등의 시종원 우시경이 되었다. 1905년에는 판임관 7등으로 승진하고, 이듬해 조선 경종 부부의 능인 의릉의 별군에 임명되었다. 품계는 정3품이었다.
1906년에는 평안북도 곽산군 군수에 임명되어 지방관으로 근무하기 시작하였다. 이계석이 정3품 곽산군수로 재직하던 중 한일 병합 조약이 체결되었다.
1910년에 조선총독부 체제가 출범하면서 그대로 총독부 소속 관리가 되었고, 평안북도 후창군 군수로 전임하였다. 1910년 말에는 정8위에 서위되기도 하였다.
1912년 8월에 후창군수직을 사직하고 퇴관하였기 때문에 총독부 군수로는 약 2년 동안만 근무하였다. 후창군수로 근무하던 1912년에 일본 정부로부터 한국병합기념장을 수여받은 바 있다.
2008년 민족문제연구소가 발표한 친일인명사전 수록예정자 명단 중 관료 부문에 포함되었다.

## 참고자료
- 이계석(李啓奭) - 국사편찬위원회